# 手塚悠介
手塚 悠介（てづか ゆうすけ、1982年11月2日 - ）は、日本の気象予報士。現在はウェザーマップに所属。
中央大学商学部経営学科卒業。
スーパーJチャンネル（土曜日隔週）出演。